# Ricardo Jorge Valenzuela
Monseñor Ricardo Valenzuela (13/12/1954 Asunción, Paraguay) es un eclesiástico católico paraguayo. Se desempeña como 4.º obispo de la Diócesis de Caacupe, fue 4.º obispo de la Diócesis de Villarrica. 

## Biografía
Ricardo Jorge Valenzuela Ríos nació en Asunción el 13 de diciembre de 1954, hijo Pedro Valenzuela militar y de Feldora Ríos, es el mayor de 3 hermanos. Comentó en una entrevista: 

«Me crié en un cuartel, prácticamente hice todo mi servicio militar ahí también, era el estilo de la época. Fui creciendo y cuando llegó el momento de tomar una decisión y pensar en alguna carrera, mi papá quería que yo sea militar como él, mamá quería que sea abogado para defender a los pobres y yo quería ser médico. Desde muy jovencito veía la acción que tenían los médicos, en su entrega generosa y cómo tanta gente les agradecía»

En 1976 ingresa al Seminario de los Sagrados Corazones, luego pasa al Clero Secular de la Arquidiócesis de Asunción, culminando sus estudios de filosofía y teología con el título de Licenciado en Ciencias Pastorales.
Fue ordenado sacerdote por Mons. Ismael Rolón Silvero, el 12 de diciembre de 1982, en la parroquia Virgen del Rosario de Luque. En 1986 fue nombrado Vicerrector y formador del Seminario Menor de la Arquidiócesis de Asunción.
En 1990 culminó sus estudios sobre Derecho Canónico en la Pontificia Universidad Lateranense de Roma, donde obtiene la Licenciatura con el grado de «Summa Cum Laude».

## Episcopado
El Papa Juan Pablo II, lo nombra el 27 de noviembre de 1993 Obispo Auxiliar de Asunción, siendo ordenado por el mismo Santo Padre el 6 de enero de 1994, en la Basílica de San Pedro. Los co-consagrantes fueron los arzobispos curiales Giovanni Battista Re, Oficial de la Secretaría de Estado de la Santa Sede , y Josip Uhač, Secretario de la Congregación para la Evangelización de los Pueblos.
En 1996 fue nombrado responsable del Sínodo Arquidiocesano y Presidente del Comité del Gran Jubileo del 2000. 
Del 2002 al 2005 fue Secretario General de la Conferencia Episcopal Paraguaya. El Papa Juan Pablo II, lo nombra Obispo de las Fuerzas Armadas y la Policía Nacional, el 24 de mayo de 2003.
En el año 2010 el Papa Benedicto XVI lo nombra Obispo de la Diócesis de Villarrica. El 25 de septiembre de 2014, el Papa Francisco también lo nombró Administrador Apostólico de Ciudad del Este.En el año 2017 el Papa Francisco lo nombra Obispo de la Diócesis de Caacupé.